# Bijelo Brdo (Derventa)
Bijelo Brdo (szerbül: Бијело Брдо), település Bosznia-Hercegovinában, Derventa községben, a Szerb Köztársaság északi régiójában. 

## Fekvése
A település Bosznia-Hercegovina északi részén, Dobojtól légvonalban 36, közúton 46 km-re északnyugatra, községközpontjától légvonalban 5, közúton 7 km-re északra, a Száva és az Ukrina között, 150-200 méteres magasságban található. A település a Derventa—Kobaš út mentén húzódik

## Népessége
| Nemzetiségi csoport | Népesség 1991 | Népesség 2013 |
| ------------------- | ------------- | ------------- |
| Szerb               | 8             | 0             |
| Bosnyák             | 0             | 0             |
| Horvát              | 1286          | 102           |
| Jugoszláv           | 8             | 0             |
| Egyéb               | 9             | 0             |
| Összesen            | 1311          | 102           |

## Története
A Brezik lelőhely régészeti leleteinek tanúsága szerint a település már a kőkorszak hajnalán lakott volt. 
A Dubočac-patakban és a Mađarsko grobljénak (Magyar temetőnek) nevezett dombon középkori fegyverek maradványait találták meg, közvetlenül a Száva folyó melletti dombon pedig a Banice temető található, ahol Đuro Basier egy bán és felesége sírját fedezte fel. Egyes történészek véleménye szerint a mai Bijelo Brdo-i plébánia területe részben a régi dubočaci plébániához tartozott. Marijan Pavlović ferences rendtartományi szerzetes, azaz a neretvai Jure és Pavle Papić boszniai ferencesek 1623-as jelentésében az áll, hogy a dubočaci plébánia a kraljevai sutjeskai kolostorhoz tartozik. Augustin Miletić püspök 1813-as összeírása szerint a koraćei plébánián, többek között, Bijelo Brdo települést 28 katolikus házzal és 174 katolikussal említik, akik közül 113 felnőtt és 61 gyermek volt. Az 1855-ös adatok szerint, a koratje plébánián Bielo-Brdo - 42 katolikus családdal és 352 katolikus lakossal szerepel.
A település 1878-ig tartozott az Oszmán Birodalomhoz, ekkor a berlini kongresszus határozata alapján az Osztrák-Magyar Monarchia része lett. 1879-ben az első osztrák-magyar népszámlálás során a Derventi járáshoz tartozó településnek 50 háztartása és 383 római katolikus lakosa volt. 1910-ben a Derventai járáshoz tartozó településen 91 háztartást, 677 római katolikus és 6 görög katolikus lakost találtak. A monarchia szétesésével 1918-ban előbb a Szerb-Horvát-Szlovén Királyság, majd 1929-től a Jugoszláv Királyság része lett. 1921-ben a Derventai járáshoz tartozó településnek 842 lakosa volt, mind római katolikus volt. Az 1929-es törvény értelmében, amikor Bosznia-Hercegovinát négy banovinára, Drinskára, Vrbaskára, Zetskára és Primorskára osztották, a település a Vrbaska banovina (Orbászi bánság) része lett, amelynek székhelye Banja Luka volt. 1939-ben a közigazgatás átszervezésével a Hrvatska banovina (Horvát Bánság) része lett.
A második világháborúban Jugoszlávia megszállása után a Független Horvát Állam (NDH) része lett. A második világháború után 1992-ig a település a szocialista Jugoszlávia keretében a Bosznia-Hercegovinai Népköztársaság része volt. Az 1992-1995-ös háború alatt, 1992. februárjának utolsó napján szerb szélsőségesek aláaknázták és porig rombolták a plébániatemplomot, a plébániaházat pedig kifosztották és felgyújtották. A Szent Anna és Szent Rókus kápolnát is teljesen elpusztították, és az összes katolikus horvátot kiűzték a plébánia területéről. A Bijelo Brdo-i plébánia mind a 460 horvát katolikus házát kifosztották, majd lerombolták. A boszniai háborút lezáró daytoni békeszerződés rendelkezése alapján az ország területét felosztották a Bosznia-hercegovinai Föderáció és a boszniai Szerb Köztársaság között. A békeszerződés utáni területmegosztási megállapodás értelmében a település Derventa község részeként a Boszniai Szerb Köztársasághoz került.

## Nevezetességei
- Keresztelő Szent János tiszteletére szentelt római katolikus temploma. A templom alapkövét 1935-ben tették le. Az építkezés még a második világháború kitörése előtt befejeződött. A boszniai háborúban, 1992. február 28-án lerombolták. A katolikus plébániát 1921. augusztus 15-én alapították a koraći plébániáról való leválással. Az első plébános Izidor Poljak költő pap volt, aki egy harangot is szerzett az új plébániának.[10] 1992 februárjában szerb szélsőségesek aláaknázták és porig rombolták. Keresztelő Szent János, a Bijelo Brdo-i plébánia védőszentjének ünnepe alkalmából, 2003. június 24-én Vinko Puljić bíboros, Vrhbosna érseke vezette azt a szentmisét, melyen megáldotta az új plébániatemplom alapjait, amelyet a régi helyén építenek.

- Brezik – paleolit telep maradványai. A domb agyagos lejtőjén őskori megmunkált köveket találtak, melyeket a szakemberek az őskőkorszakra datáltak.[5]